# Агульяс (котловина)

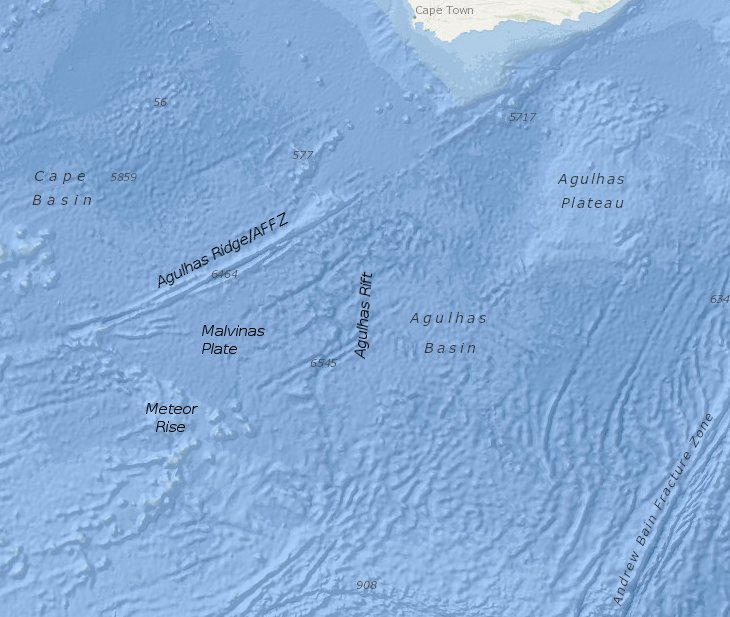
Котловина Агульяс на мапі

Котловина Агульяс — океанічна котловина, розташована на південь від Південної Африки, на межі південної частини Атлантичного океану та південно-західної частини Індійського океану. Складова Африканської плити, обмежена хребтом Агульяс (складова зони розломів Агульяс-Фолкленд) на півночі та Західно-Індійським хребтом на півдні; височиною Метеор на заході та плато Агульяс на сході. Численні батиметричні аномалії свідчать про динамічну тектонічну історію басейну.

## Геологія
У пізньому палеоцені (59-56 Ма) відбувається відкриття південної частини Атлантичного океану (тобто відокремлення Південної Америки та Африки під час розпаду Гондвани) Височина Метеор лежить поруч з височиною Іслас-Оркадас (на схід від Фолклендського плато). Відокремлення височини Метеор від височини Іслас-Оркадас поклало початок формуванню котловини Агульяс.
Хребет Агульяс простягається від північного краю височини Метеор до банки Агульяс на південь від ПАР. Хребет, однак, різко закінчується на невеликому плато у точці 40° пд. ш. 15° сх. д. / 40° пд. ш. 15° сх. д., де його перетинає витягнутий на північний схід спредінговий центр (риф Агульяс), який затух у ранньому палеоцені (61 Ма). Наявність короткоінуючої тектонічної плити між цими структурами вперше була запропонована LaBrecque та Hayes, 1979. Вони найменували її Мальвінською плитою і припустили, що вона існувала з 90 — 65 Ма до затухання спредінгового центру у котловині Агульяса. Плита розташована на трійнику прото-Буве.
Marks та Stock, 2001 виявили, що зони розломів пізнього крейдяного періоду (100-66 Ма), утворені на рифті Агульяс, не співпадають із зонами на північ від зони розломів Агульяс, і тому не можуть бути сформовані в результаті спредінгу Південної Америки та Африки. Крім того, магнітні аномалії на Мальвінській плиті не узгоджуються з їх кон'югатами на Африканській плиті, якщо для орієнтиру використовуються швидкості поширення та напрямки руху Південної Америки та Африки. Вони також зазначили, що зона розломів Агульяс не лежить перпендикулярно напрямку руху Південної Америки та Африки, що їх спредінг відбувається на північ від рифту, і тому не може бути утворений цим спредінгом.
Рифт Агульяс — це затухший Мальвіно-Африканський хребет. 97 Ма межа плити у котловині Агульяс була перетворена, коли Серединно-Атлантичний хребет через зону зсуву перемістився на схід. Це наблизило межу до плато Агульяс, де надмірний вулканізм створив велику магматичну провінцію. Утворення Мальвінської плити супроводжувало скорочення зони розломів Агульяс. 61 Ма, Мальвінська плита була остаточно включена до складу Африканської плити, коли Мальвіно-Африканський хребет затух через зсув хребта на захід уздовж зони розломів Агульяс-Фолкленд. Цей другий хребет зсуву зменшив одну з найвражаючих зон розломів в історії Землі — з 1200 км у довжину — до 180 км

## Океанографія
Течія Агульяс тече на південь уздовж африканського східного узбережжя. Коли вона досягає південного краю Африки, вона відхиляється назад в Індійський океан. При цьому викидає в Південну Атлантику теплі вихори, відомі як кільця Агульяс. Ці мезометеорологічні антициклонічні кільця живлять Атлантичну меридіональну зворотну циркуляцію, і тому вважається, що вона впливає на глобальний клімат, хоча зв'язок між AMOC та зміною клімату все ще недостатньо вивчений.
Антарктичні придонні води (англ. Antarctic bottom water, AABW) виникла в олігоцені з відкриттям протоки Дрейка та Тасманійського морського шляху і призвела до теплоізоляції Антарктиди. AABW змішується з іншими масами в Антарктичній циркумполярній течії (ACC), утворюючи циркумполярні глибинні води (CDW). У котловині Агульяс CDW тече на північ і відхиляється переважно на захід хребтом Агульяс. Але відгалуження CDW входить в Капську котловину на захід від хребта, звідки вона тече на захід уздовж північної сторони хребта, перш ніж відхилятися на північний схід (вздовж Китового хребта) на східному кінці хребта. Цей довгий обхід в Капському басейні та змішування з глибинними водами Північної Атлантики (NADW) призводить до утворення теплішої води, ніж інші маси CDW. Антарктичні проміжні води (AAIW) течуть над CDW у котловині Агульяс антициклонічним шляхом (на відміну від циклонічного шляху, яким тече CDW.)